# 贺福初
贺福初（1962年5月—），男，原籍湖南澧县，生于湖南安乡，中华人民共和国生物学家，中国人民解放军专业技术少将，中共第十八届中央候补委员。

## 生平
贺福初出生于湖南常德安乡一个贫苦家庭。
1978年，16岁的贺福初考上复旦大学生物系，师从遗传学家谈家桢教授。1982年本科毕业后，考入中国人民解放军军事医学科学院攻读硕士学位并入伍，1985年获生物化学硕士学位。1985年起，任军事医学科学院实习研究员；1990年，升任军事医学科学院放射医学研究所实验血液学研究室副研究员；1992年升为该研究室研究员。1993年至1998年，任该研究室主任、全军实验血液学重点实验室主任。1994年在军事医学科学院放射医学研究所获细胞生物学博士学位。1998年至2003年，任军事医学科学院放射医学研究所所长。2002年，被中央军委授予专业技术少将军衔。2003年10月至2009年，任军事医学科学院副院长、人类肝脏蛋白质组计划主席。任内牵头组建北京（国家）蛋白质组研究中心。2009年，升任军事医学科学院院长。兼任中国人民解放军疾病预防控制中心主任。2012年，当选中共第十八届中央候补委员。
2016年，任新组建的中央军委科学技术委员会副主任。2017年，任新调整组建的中国人民解放军军事科学院副院长。2019年7月，因担任正军职职务满十年，不再担任军事科学院院长职务。

## 荣誉
- 2001年，当选为中国科学院院士[3]
- 2005年，当选为第三世界科学院院士